# Шарейки (Гомельская область)
Шарейки (бел. Шарэйкі) — деревня в Юровичском сельсовете Калинковичского района Гомельской области Беларуси.
Рядом расположены торфяные месторождения.

## География

### Расположение
В 28 км на юг от районного центра, 31 км от железнодорожной станции Калинковичи (на линии Гомель — Лунинец), 120 км от Гомеля.

### Гидрография
На севере граничит с озером Горки, на востоке мелиоративные каналы.

## Транспортная сеть
Транспортные связи по просёлочной, затем автомобильной дороге Гомель — Лунинец. Планировка состоит из изогнутой улицы, ориентированной с юго-востока на северо-запад и застроенной деревянными крестьянскими усадьбами.

## История
Выявленное археологами поселения эпохи неолита и раннего железного века (в 0,5 км на север от деревни) свидетельствует о заселении этих мест с давних времён. По письменным источникам известна с XVI века как деревня в Мозырском повете Минского воеводства Великого княжества Литовского. Под 1552 год обозначена в Литовской метрике как деревня Шарейковичи, владение Лозко. В 1722 году жена Мозырского подстаросты М. Пшибожина сделала фундушевую запись монастырю иезуитов в Юровичах на часть деревни Шарейки.
После 2-го раздела Речи Посполитой (1793 год) в составе Российской империи. В 1795 году владение Прозоров. В 1859 хозяин поместья дворянин Добровольский владел здесь 928 десятинами земли. В 1879 году обозначена как селение в Юровичском церковном приходе. Когда в 1878—1880 годах прокладывался магистральный канал Закованка, от него было сделано ответвление к деревне Шарейки. Согласно переписи 1897 года действовали церковь, школа грамоты, хлебозапасный магазин, 2 ветряные мельницы. Рядом находились фольварк и поместье. В 1908 году в Юровичской волости Речицкого уезда Минской губернии.
С 8 декабря 1926 года по 10 ноября 1927 года центр Шарейковского сельсовета Юровичского района Речицкого, с 9 июня 1927 года Мозырского округов. В 1930 году организован колхоз «Первомайский», работали кузница и шерсточесальня. В 1935 году в деревенской школе 55 учеников. Во время Великой Отечественной войны 12 января 1944 года освобождена от немецкой оккупации. 49 жителей погибли на фронте. В составе колхоза имени В. И. Ленина (центр — деревня Юровичи). Располагался фельдшерско-акушерский пункт.

## Население

### Численность
- 2004 год — 37 хозяйств, 63 жителя.

### Динамика
- 1795 год — 17 дворов.
- 1897 год — 61 двор, 216 жителей (согласно переписи).
- 1908 год — 90 дворов, 450 жителей.
- 1930 год — 122 двора, 564 жителя.
- 2004 год — 37 хозяйств, 63 жителя.